# Leyendas medievales
Leyendas Medievales es el primer disco de la banda alicantina Lándevir, el cual contiene muchas referencias a historias de la Edad Media y de la obra maestra de J. R. R. Tolkien, El Señor de los Anillos.

## Lista de canciones
- 1. Un Largo Camino (Intro) 02:01
- 2. Un Mundo Olvidado 05:08
- 3. Caballero De Paz 07:09
- 4. Canción De Victoria (Instrumental) 01:41
- 5. Moria 06:29
- 6. Hasta El Final 04:58
- 7. El Último Baile (Instrumental) 06:19
- 8. Reina De Mis Sueños 04:48
- 9. Trovadores (Instrumental) 02:59
- 10. El Único 10:15

## Intérpretes
- Francisco Gonzávez Esteve: Voz y guitarra
- José María Jerez: Guitarra solista
- José Francisco Amat: Batería
- Javi Amat: Bajo
- Carlos Juan: Violín
- Pablo Guerra: Flauta

### Colaboraciones
- Dani Milán (Furia Animal): Coros en "El Único"
- Sinfonía No. 40 de Mozart en "Un mundo olvidado"

- Datos: Q5974492